# Mała Klonia
MałUn Klonia [pronunciación en polaco: /ˈmawa ˈklɔɲun/] es un pueblo ubicado en el distrito administrativo de Gmina Gostycyn, dentro del Distrito de Tuchola, Voivodato de Cuyavia y Pomerania, en el norte de Polonia central. Se encuentra aproximadamente a 5 kilómetros al suroeste de Gostycyn, a 17 kilómetros al suroeste de Tuchola, y a 43 kilómetros al noroeste de Bydgoszcz.